# Bitwa pod Héricourt
Bitwa pod Héricourt – starcie zbrojne, które miało miejsce 13 listopada 1474 r. Była to pierwsza bitwa w trakcie wojny szwajcarsko-burgundzkiej (1474–1477). Bitwa rozegrała się w pobliżu miejscowości Héricourt w dzisiejszym francuskim departamencie Górna Saona.

## Kulisy wojny
Ekspansywna polityka księcia Burgundii Karola Zuchwałego doprowadziła do stanu wojny z cesarzem Fryderykiem III. Cesarz obawiał się przede wszystkim utraty miast w Alzacji. Przeciwnikami Burgundczyków był król francuski Ludwik XI oraz szwajcarskie miasto Berno. To właśnie Szwajcarzy jako pierwsi znaleźli się w stanie wojny z Karolem. Jako że książę Burgundii nie zamierzał rezygnować z zajętych terenów, Fryderykowi III udało się pozyskać Szwajcarów jako sojuszników w wojnie z Burgundami.
Dnia 12 października Szwajcarzy zawarli sojusz z Zygmuntem Habsburgiem i wypowiedzieli Burgundii wojnę. Strony zawarły przymierze, do którego należały m.in. miasta znad górnego Renu: Bazylea, Colmar, Strasburg i Schlettstadt, zagrożone szczególnie ekspansywną polityką Burgundów.
Dnia 25 października Berno wypowiedziało wojnę Karolowi. Jeszcze tego samego dnia Rada miasta zawarła z Ludwikiem XI układ wojskowy. Król udzielił Szwajcarom wszelkich prerogatyw w prowadzeniu działań. Następnym krokiem Berneńczyków było wysłanie 3 tys. ludzi do Alzacji. Dnia 13 listopada wojnę Burgundii wypowiedział Zygmunt Habsburg.

## Bitwa
Po wypowiedzeniu wojny siły 18 tys. Szwajcarów i sprzymierzonych wojsk z Alzacji i Szwabii wyruszyło na spotkanie sił Karola Zuchwałego. Dwie armie wdarły się do Alzacji wybierając drogi przez Pruntrut i Bazyleę. Dnia 8 listopada wojska sprzymierzonych obległy Héricourt, z którego kontrolowały drogę do Sundgau. Burgundowie wysłali naprzeciwko sprzymierzonym siły 12 tys. ludzi pod wodzą hrabiego Henriego de Neuenburg-Blamonta.
Gdy dnia 13 listopada Burgundowie podeszli do miasta, siły szwajcarskie pod wodzą Nikolausa II von Scharnachthala przerwały oblężenie i uderzyły w kierunku północnym od Héricourt. Z pomocą kawalerii habsburskiej, ponosząc duże straty, pobili kawalerię Burgundów w dwóch następujących po sobie bitwach. Po porażce Karola garnizon w Héricourt poddał się Habsburgom.

## Następstwa bitwy
Bitwa pod Héricourt - jedna z najmniej znanych bitew wojny burgundzkiej - mimo porażki Burgundów spowodowała zajęcie Lotaryngii przez Karola. Pomimo porażki Burgundowie zajęli szereg miast m.in. Grandson, Orbe i Jougne, a także L’Isle, Blamont, Grammont, Yverdon, Lozannę oraz około 43 zamków. Miasta te wspierane były przez Berneńczyków, co spowodowało w roku 1476 kolejną kampanię szwajcarską Karola Zuchwałego.